# Yoshikazu Isoda
Pour les articles homonymes, voir Isoda.
Yoshikazu Isoda (礒田 由和, Isoda Yoshikazu) est un footballeur japonais né le 27 mai 1965 au Japon.